# Hassan Chami
Pour les articles homonymes, voir Chami.
Hassan Chami, né en 1938 à Fès, est un homme politique, haut fonctionnaire et entrepreneur marocain. 
Il est notamment ministre des Travaux publics, directeur de l'Office de commercialisation et d'exportation (OCE) et président de la Confédération générale des entreprises du Maroc (CGEM).

## Parcours
Hassan Chami, né en 193] à Fès, obtient en 1961, à Paris, le diplôme des Ponts et Chaussées. 
En 1960, donc avant même d'avoir été diplômé des Ponts et chaussées, il débute dans la fonction publique comme chef d'arrondissement à Meknès, et la même année, est muté au port de Casablanca ; il devient par la suite directeur de l'hydraulique. 
En 1970, il entre dans l'univers gouvernemental comme ministre des Travaux publics. Il est alors le signataire des décrets pour la création de deux grandes écoles : l'Institut supérieur de commerce et d'administration des entreprises (ISCAE), en tant que ministre des Travaux publics (poste qu'il a occupé jusqu'en 1971), et l'École Hassania des travaux publics, une fois chargé du portefeuille du Commerce resté vacant. Par ailleurs, en juillet 1971, il fait partie des rescapés du putsch avorté de Skhirat contre le roi Hassan II.
De 1972 à 1976, il est à la tête de l'Office de commercialisation des exportations (OCE), qu'il quitte pour s'aventurer dans les travaux publics, lançant deux projets : Forasol, une société de forage d'eau, avec des associés suisses, et Margec (entreprise de génie civil avec des associés français). Ultérieurement, il lance aussi la société de carreaux en céramique Facemag, puis s'oriente vers le textile en créant Multitex. 
Il a aussi a son actif la présidence d'organisations patronales : celle de la Fédération nationale du bâtiment et des travaux publics (FNBTP), une structure interne à la Confédération générale des entreprises du Maroc (CGEM), et celle de la CGEM même à compter de 2001 (après en avoir été le vice-président — de 1994 à 2000 — à deux reprises, sous Abderrahim Lahjouji) ; réélu pour assurer cette fonction en 2003, il lance des critiques vives contre le système gouvernemental marocain. En 2006, il passe le flambeau à Hafid Elalamy.
En 2018, il prend le contrôle du transitaire Transports marocains.